# Панино (Савинский район)
Панино — деревня в Савинском районе Ивановской области России, входит в состав Горячевского сельского поселения.

## География
Деревня расположена в 14 км на юго-запад от центра поселения деревни Горячево в 28 км на юго-восток от райцентра посёлка Савино.

## История
В конце XIX — начале XX века деревня входила в состав Всегодической волости Ковровского уезда Владимирской губернии. В 1859 году в деревне числилось 22 дворов, в 1905 году — 26 дворов.
С 1929 года деревня входила в состав Корзинского сельсовета Ковровского района Ивановской Промышленной области, с 1935 года — в составе Савинского района, с 1974 года — в составе Горячевского сельсовета, с 2005 года — в составе Горячевского сельского поселения.

## Население
| 1859 | 1905 | 2010 |
| ---- | ---- | ---- |
| 153  | ↗205 | ↘189 |